# Golf von Fonseca
Der Golf von Fonseca (spanisch Golfo de Fonseca) ist eine zerklüftete Meeresbucht des Pazifik in Mittelamerika, die von den Ländern El Salvador, Honduras und Nicaragua gerahmt wird und eine Fläche von ca. 3200 km² hat.

## Geologie
Der Golf ist wahrscheinlich vulkanischen Ursprungs, denn er ist von zumeist erloschenen und nur etwa 600 bis 1200 m hohen Vulkanen umgeben; dazu gehören der Conchagua in El Salvador oder der Cosigüina in Nicaragua. Die größten Inseln im Golf von Fonseca sind die zu Honduras gehörenden ehemaligen Vulkane Zacate Grande und El Tigre, die zusammen mit kleineren Inseln die Gemeinde Amapala bilden.

## Städte
Die größten Städte sind La Unión (El Salvador) (ca. 40.000) und San Lorenzo (Honduras) (ca. 30.000 Einwohner); in Nicaragua gibt es nur kleinere Orte.

## Geschichte
Der Golf von Fonseca wurde im Jahr 1522 für die europäische Welt vom spanischen Konquistador Gil González Dávila entdeckt.
Die drei angrenzenden Länder waren in langwierige Streitigkeiten um die Rechte am Golf und die darin befindlichen Inseln verwickelt. Mit der Entscheidung des Internationalen Gerichtshofes aus dem Jahr 1992 wurde die Kontrolle über den Golf den drei Ländern zu gleichen Teilen zugesprochen. Die Inseln Meanguera und Meanguerita sprach man El Salvador zu, die Insel El Tigre Honduras.

## Wirtschaft

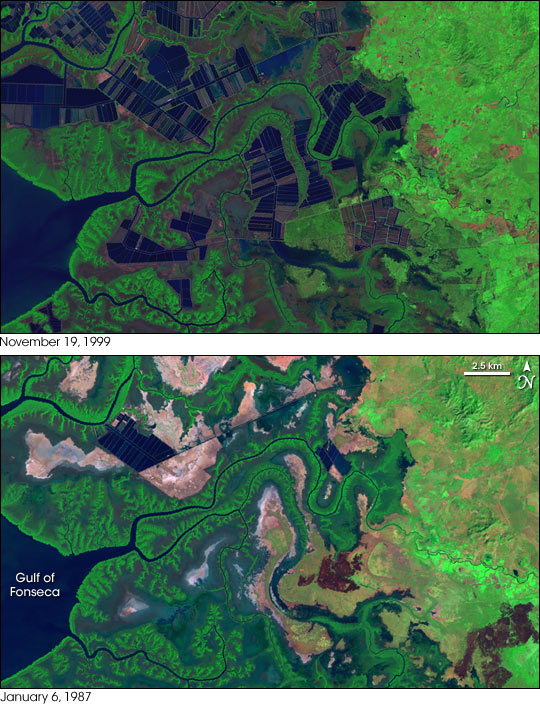
Zunahmen von Shrimp-Farmen im Golf von Fonseca von 1987 bis 1999

Seit den späten 1980er Jahren hat die Garnelenzucht in der Region deutlich zugenommen. Darüber hinaus ist das Gebiet bedeutend als der einzige Zugang des Landes Honduras zum Pazifik. Nicaragua und El Salvador, welche keine gemeinsame Landgrenze haben, werden durch einige privat betriebene Fähren durch den Golf von Fonseca verbunden. Diese sind billiger als der Luftweg und sparen im Vergleich zum Landweg Zeit und Grenzformalitäten bei der Ein- bzw. Ausreise von/nach Honduras.